# Francisco de Saldanha da Gama
Francisco de Saldanha da Gama (Lisbona, 20 maggio 1723 – Lisbona, 1º novembre 1776) è stato un cardinale e patriarca cattolico portoghese.

## Biografia
Nacque nella nobile famiglia dei signori di Assequins. Era il settimo dei diciotto figli di João de Saldanha da Gama, governatore e viceré dell'India, e di Joana Bernarda de Noronha e Lancastre.
Papa Benedetto XIV lo elevò al rango di cardinale nel concistoro del 5 aprile 1756. Nella stessa occasione fu anche nominato patriarca di Lisbona.

## Genealogia episcopale e successione apostolica
La genealogia episcopale è:
- Cardinale Guillaume d'Estouteville, O.S.B.Clun.
- Papa Sisto IV
- Papa Giulio II
- Cardinale Raffaele Sansone Riario
- Papa Leone X
- Papa Clemente VII
- Cardinale Antonio Sanseverino
- Cardinale Giovanni Michele Saraceni
- Papa Pio V
- Cardinale Innico d'Avalos d'Aragona, O.S.Iacobi
- Cardinale Scipione Gonzaga
- Patriarca Fabio Biondi
- Papa Urbano VIII
- Cardinale Cosimo de Torres
- Cardinale Francesco Maria Brancaccio
- Vescovo Miguel Juan Balaguer Camarasa, O.S.Io.Hier.
- Papa Alessandro VII
- Cardinale Neri Corsini
- Vescovo Francesco Ravizza
- Cardinale Veríssimo de Lencastre
- Arcivescovo João de Sousa
- Vescovo Álvaro de Abranches e Noronha
- Cardinale Nuno da Cunha e Ataíde
- Cardinale Tomás de Almeida
- Arcivescovo José Dantas Barbosa
- Cardinale Francisco de Saldanha da Gama

La successione apostolica è:
- Vescovo Lourenço de Lencastre (1759)
- Arcivescovo Antonio Bonifacio Coelho (1770)
- Vescovo Jerónimo Rogado do Carvalhal e Silva (1770)
- Arcivescovo Manuel do Cenáculo Villas Boas, T.O.R. (1770)
- Vescovo Miguel António Barreto de Meneses (1770)
- Vescovo Manuel de Vasconcellos Pereira (1770)
- Vescovo João Rafael de Mendonça, O.S.H. (1771)
- Arcivescovo Inácio de São Caetano, O.C.D. (1771)
- Arcivescovo Marcantonio Conti (1774)